# Synidotea hikigawaensis
Synidotea hikigawaensis är en kräftdjursart som beskrevs av Nunomura 1974. Synidotea hikigawaensis ingår i släktet Synidotea och familjen tånglöss. Inga underarter finns listade i Catalogue of Life.